# Ребро (інструмент)

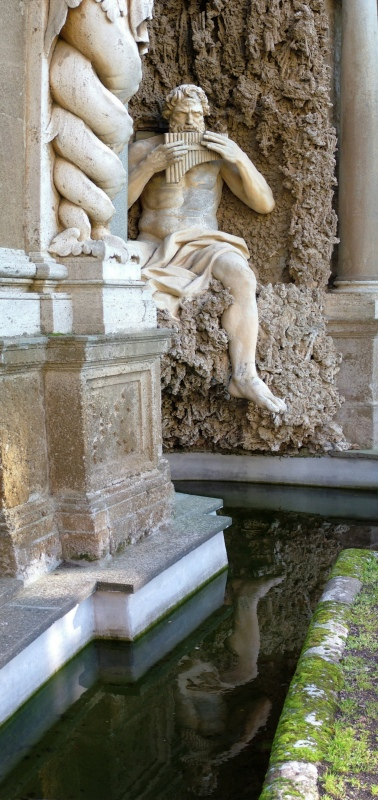
Скульптура велетня Поліфема, що грає на флейті Пана, 1621 рік, скульптор Жак Серезін. Вілла Альдобрандіні, Італія

Ребро, або Флейта Пана, також Свиріль — народний музичний інструмент, давніший від української сопілки.
Ґютрі, мандруючи Росією наприкінці XVIII століття, зазначав, що "syrinx старожитніх, інакше кажучи флейта Пана, має сім прямих цівок і вживана ще й тепер у козаків", цебто в Україні. На Чернігівщині ще в XIX столітті траплявся такий інструмент; зразок його зберігається в Чернігівському музеї. Вона мала вісім цівок і належала до "однобічних" флейт Пана, цебто в ній довжина цівок від одного краю інструмента до другого зростала поступово.
Власне ребро є набором поздовжніх відкритих флейт, сполучених в один ряд, тобто флейт без пристрою, що полегшує відтворення звука. Щоб грати на цьому інструменті, потрібно весь час пересувати устя цівок відносно губів, бо кожна цівка флейти Пана видає тільки один звук.
У своєму розвитку флейта Пана впродовж багатьох віків перетворилася в наймогутніший з усіх музичних інструментів відомих досі людству — орган. В Україні спеціальної культури органа не було, проте органи малих форм - реґали, позитиви і, врешті, катеринки свого часу були в ужитку.
(з праці Г. Хоткевича)